# Pierre Paulinier de Fontenilles
Pour les articles homonymes, voir Paulinier et Fontenilles.
Pierre François Antoine Paulinier de Fontenilles est un homme politique français né le 5 septembre 1775 à Florensac (Hérault) et décédé le 14 février 1841 à Saint-Apolis, domaine de Florensac (Hérault).

## Biographie
Pierre Paulinier de Fontenilles était fils de Jean François Paulinier de Fontenilles (1739-1803) capitaine et d'Antoinette Suzanne Pas de Beaulieu (1753-1833). Il épouse à Montpellier le 21 mai 1804 (1 prairial An XII) Pauline Marguerite Barthès (1783-1824) fille de Joseph Guillaume Barthes, ancien colonel des Suisses. Ancien lieutenant-colonel au corps du génie, secrétaire général du ministère de l'Intérieur, Pierre Paulinier est député de l'Hérault du 22 août 1815 au 5 septembre 1816, siégeant dans la majorité de la Chambre introuvable.

## Distinctions
- Officier de la Légion d'honneur
- Chevalier de l'ordre royal et militaire de Saint-Louis

## Sources
- « Pierre Paulinier de Fontenilles », dans Adolphe Robert et Gaston Cougny, Dictionnaire des parlementaires français, Edgar Bourloton, 1889-1891 [détail de l’édition] [texte sur Sycomore]